# Derek Leaver
Derek Leaver (13 tháng 11 năm 1930 - 24 tháng 3 năm 2013) là một cầu thủ bóng đá người Anh thi đấu ở vị trí tiền đạo.
Leaver thi đấu cho Blackburn Rovers, AFC Bournemouth và Crewe Alexandra.
Ông kí hợp đồng với Mossley từ Macclesfield Town ở mùa giải 1957-58, có 7 lần ra sân.